# UAE Tour 2021
Die UAE Tour 2021 war die 3. Austragung des Etappenrennens in den Vereinigten Arabischen Emiraten. Das Straßenradrennen fand vom 21. bis zum 27. Februar im Rahmen von sieben Etappen statt und war das erste Rennen der UCI WorldTour 2021.
Gesamtsieger wurde Tadej Pogačar (UAE Team Emirates), vor Adam Yates (Ineos Grenadiers) und João Almeida (Deceuninck-Quick-Step). Die Punktewertung ging an David Dekker (Jumbo-Visma), Tony Gallopin (Ag2r Citroën Team) die Zwischensprintwertung. Die Mannschaftswertung ging an UAE Team Emirates.

## Streckenführung
Insgesamt legten die Fahrer in den sieben Etappen 1041 Kilometer zurück. Es standen vier flache Etappen und zwei Bergankünfte sowie ein Einzelzeitfahren am Programm. Die Rundfahrt startete in der Rub al-Chali Wüste und führte anschließend nach einem kurzen Abstecher an der Nordküste des Persischen Golfes in das Hadschar-Gebirge im Nordosten des Landes. Die letzten beiden Etappen führten durch die Städte Dubai und Abu Dhabi, wo die Rundfahrt endete.
| Etappe         | Datum                | Strecke                                    | Typ               | km   |
| -------------- | -------------------- | ------------------------------------------ | ----------------- | ---- |
| 1              | So, 21. Februar 2021 | Al Dhafra Castle – Al Mirfa                | Flachetappe       | 176  |
| 2              | Mo, 22. Februar 2021 | Al Hudayriat Island – Al Hudayriat Island  | Einzelzeitfahren  | 13   |
| 3              | Di, 23. Februar 2021 | Al Ain Strata Manufacturing – Jebel Hafeet | Hochgebirgsetappe | 166  |
| 4              | Mi, 24. Februar 2021 | Al Marjan Island – Al Marjan Island        | Flachetappe       | 204  |
| 5              | Do, 25. Februar 2021 | Fujairah Marine Club – Jebel Jais          | Hochgebirgsetappe | 170  |
| 6              | Fr, 26. Februar 2021 | Dubai, Deira Island – Dubai, Palm Jumeirah | Flachetappe       | 165  |
| 7              | Sa, 27. Februar 2021 | Abu Dhabi, Yas Mall – Abu Dhabi Breakwater | Flachetappe       | 147  |
| Gesamtdistanz: | Gesamtdistanz:       | Gesamtdistanz:                             | Gesamtdistanz:    | 1041 |

## Reglement
Im Rahmen der 3. Auflage wurden Trikots für die Gesamtwertung (rot), Punktwertung (grün), Zwischensprintwertung (schwarz) und Nachwuchswertung (weiß) vergeben.
Während sich die Punktewertung setzte sich aus den Zielankünften und den Zwischensprints zusammen. Pro Etappe (mit Ausnahme des Zeitfahrens) wurden zwei Zwischensprints ausgetragen, die im Kampf um das schwarze Trikot von Bedeutung waren. Zudem gab es die Möglichkeit Zeitbonifikationen zu gewinnen, um sich in der Gesamtwertung zu verbessern. Die Vergabe der Sekunden sowie der Punkte wird in der folgenden Tabelle erklärt.
|                 |                | 1. | 2. | 3. | 4. | 5. | 6. | 7. | 8. | 9. | 10. | Platz    |
| Punktewertung   | Zielankunft    | 20 | 16 | 12 | 9  | 7  | 5  | 4  | 3  | 2  | 1   | Punkte   |
| Punktewertung   | Zwischensprint | 8  | 5  | 3  | 1  |    |    |    |    |    |     | Punkte   |
| Bonussekununden | Zielankunft    | 10 | 6  | 4  |    |    |    |    |    |    |     | Sekunden |
| Bonussekununden | Zwischensprint | 3  | 2  | 1  |    |    |    |    |    |    |     | Sekunden |

## Teilnehmende Mannschaften und Fahrer
Neben den 19 UCI WorldTeams stand auch ein UCI ProTeams am Start. Mit Ausnahme von EF Education-Nippo (6 Fahrer) starteten für jedes Team sieben Fahrer. Von den 139 Fahrern erreichten 125 Fahrer das Ziel.
Als Favorit galt der Slowene Tadej Pogačar (UAE Team Emirates). Der amtierende Tour-de-France-Sieger bestritt in der Heimat seines Teams sein erstes Etappenrennen der Saison. Mit Adam Yates (Ineos-Grenadiers), dem Sieger der UAE Tour 2020, João Almeida (Deceuninck-Quick-Step), Emanuel Buchmann (Bora-hansgrohe), Sepp Kuss (Jumbo-Visma) sowie den Grand-Tour-Siegern Alejandro Valverde (Movistar Team) und Vincenzo Nibali (Trek-Segafredo) standen weitere starke Gesamtwertungsfahrer am Start. Große Aufmerksamkeit galt auch dem vierfachen Tour-de-France-Sieger Chris Froome, der nach einem Teamwechsel sein erstes Rennen für Israel Start-Up Nation fuhr.
Bei den vier Flachetappen, war vor allem mit Sam Bennett (Deceuninck-Quick-Step), Caleb Ewan (Lotto Soudal), Pascal Ackermann (Bora-hansgrohe), Elia Viviani (Cofidis) und Giacomo Nizzolo (Qhubeka Assos), Fernando Gaviria (UAE Team Emirates) und Cees Bol (Team DSM) zu rechnen.
Weitere interessante Fahrer waren Mathieu van der Poel (Alpecin-Fenix) und der amtierende Zeitfahrweltmeister Filippo Ganna (Ineos-Grenadiers).
| UCI WorldTeams | UCI WorldTeams        | UCI WorldTeams | UCI WorldTeams                    | UCI WorldTeams | UCI WorldTeams    | UCI ProTeams | UCI ProTeams  |
| -------------- | --------------------- | -------------- | --------------------------------- | -------------- | ----------------- | ------------ | ------------- |
| ACT            | AG2R Citroën Team     | GFC            | Groupama-FDJ                      | DSM            | Team DSM          | AFC          | Alpecin-Fenix |
| APT            | Astana-Premier Tech   | IGD            | Ineos Grenadiers                  | TJV            | Jumbo-Visma       |              |               |
| TBV            | Bahrain-Victorious    | TCS            | Intermaché-Wanty-Gobert Matériaux | TQA            | Qhubeka Assos     |              |               |
| BOH            | Bora-hansgrohe        | ISN            | Israel Start-Up Nation            | TFS            | Trek-Segafredo    |              |               |
| COF            | Cofidis               | LTS            | Lotto Soudal                      | UAD            | UAE Team Emirates |              |               |
| DQT            | Deceuninck-Quick-Step | MOV            | Movistar Team                     |                |                   |              |               |
| EFN            | EF Education-Nippo    | BEX            | Team BikeExchange                 |                |                   |              |               |

## Rennverlauf und Ergebnisse
Bereits auf der ersten Etappe kam es aufgrund des starken Windes zu einer Vorselektion der Gesamtwertungskandidaten. Emanuel Buchmann (Bora-hansgrohe), Sepp Kuss (Jumbo-Visma), sowie den Grand-Alejandro Valverde (Movistar Team), Emanuel Buchmann (Bora-hansgrohe), Sepp Kuss (Jumbo-Visma), Vincenzo Nibali (Trek-Segafredo) und Chris Froome (Israel Start-Up Nation) wurden über 100 Kilometer vor dem Ziel abgehängt und verloren acht einhalb Minuten. Mathieu van der Poel (Alpecin-Fenix) gewann den Sprint aus der 20 Mann starken Führungsgruppe und schlüpfte als erster in das Rote Trikot.
Aufgrund einer COVID19-Erkrankung im Alpecin-Fenix Team konnte Mathieu van der Poel auf der zweiten Etappe, einem Einzelzeitfahren über 13 Kilometer nicht an den Start gehen. Der Sieg ging an den Zeitfahrweltmeister Filippo Ganna (Ineos-Grenadiers). Das Führungstrikot ging an Tadej Pogačar (UAE Team Emirates) mit fünf Sekunden Vorsprung auf João Almeida (Deceuninck-Quick-Step).
Auf der dritten Etappe stand eine Bergankunft auf dem Jabel Hafeet auf dem Programm. Die Etappe wurde von Tadej Pogačar und Adam Yates (Ineos-Grenadiers) geprägt. Der Slowene gewann die Etappe im Sprint und führte mit 43 Sekunden vor dem Briten die Gesamtwertung an.
Die Etappe vier endete in einem Massensprint den Sam Bennett für sich entschied. Die zweite Bergankunft auf dem Jebel Jais, brachte keine Veränderungen in der Gesamtführung. Jonas Vingegaard (Jumbo-Visma) gewann die Etappe drei Sekunden vor Tadej Pogačar und Adam Yates, die zeitgleich ins Ziel kamen. João Almeida sicherte seinen dritten Platz in der Gesamtwertung ab.
Die Etappen sechs und sieben endeten in Massensprints die von Sam Bennett und Caleb Ewan (Lotto Soudal) gewonnen wurden. Adam Yates stürzte auf der letzten Etappe 40 Kilometer vor dem Ziel konnte seinen zweiten Platz in der Gesamtwertung jedoch absichern. Der Gesamtsieg ging an Tadej Pogačar mit einem Vorsprung von 35 Sekunden.
Etappe 1: Al Dhafra Castle – Al Mirfa (176 km)
Die erste Etappe startete von der Al Dhafra Festung nahe Zayed City und endete auf einem Rundkurs in Al Mirfa, der zweimal befahren wurde. Im Rahmen der Etappe wurden zwei Zwischensprints ausgetragen.
| Platz | Fahrer               | Nation | Team                       | Zeit                   |
| ----- | -------------------- | ------ | -------------------------- | ---------------------- |
| 01.   | Mathieu van der Poel | NED    | Alpecin-Fenix              | 3:45:47 h (46,77 km/h) |
| 02.   | David Dekker         | NED    | Team Jumbo-Visma           | "                      |
| 03.   | Michael Mørkøv       | DEN    | Deceuninck-Quick-Step      | "                      |
| 04.   | Emīls Liepiņš        | LVA    | Trek-Segafredo             | "                      |
| 05.   | Elia Viviani         | ITA    | Cofidis, Solutions Crédits | "                      |
| 06.   | Tadej Pogačar        | SLO    | UAE-Team Emirates          | "                      |
| 07.   | Anthony Roux         | FRA    | Groupama-FDJ               | "                      |
| 08.   | Chris Harper         | AUS    | Team Jumbo-Visma           | + 0:03 min             |
| 09.   | João Almeida         | POR    | Deceuninck-Quick-Step      | "                      |
| 10.   | Fausto Masnada       | ITA    | Deceuninck-Quick-Step      | "                      |

| Platz | Fahrer               | Nation | Team                       | Zeit       |
| ----- | -------------------- | ------ | -------------------------- | ---------- |
| 01.   | Mathieu van der Poel | NED    | Alpecin-Fenix              | 3:45:37 h  |
| 02.   | David Dekker         | NED    | Team Jumbo-Visma           | + 0:04 min |
| 03.   | Michael Mørkøv       | DEN    | Deceuninck-Quick-Step      | + 0:05 min |
| 04.   | João Almeida         | POR    | Deceuninck-Quick-Step      | + 0:06 min |
| 05.   | Tadej Pogačar        | SLO    | UAE-Team Emirates          | + 0:08 min |
| 06.   | Emīls Liepiņš        | LVA    | Trek-Segafredo             | + 0:09 min |
| 07.   | Elia Viviani         | ITA    | Cofidis, Solutions Crédits | "          |
| 08.   | Anthony Roux         | FRA    | Groupama-FDJ               | + 0:10 min |
| 09.   | Mattia Cattaneo      | ITA    | Deceuninck-Quick-Step      | "          |
| 10.   | Chris Harper         | AUS    | Team Jumbo-Visma           | "          |

Etappe 2: Al Hudayriat Island – Al Hudayriat Island (13 km)
Die zweite Etappe wurde als Einzelzeitfahren auf der Insel Al Hudayriat nahe Abu Dhabi ausgetragen.
| Platz | Fahrer                 | Nation | Team                   | Zeit                   |
| ----- | ---------------------- | ------ | ---------------------- | ---------------------- |
| 01.   | Filippo Ganna          | ITA    | Ineos Grenadiers       | 0:13:56 h (55,98 km/h) |
| 02.   | Stefan Bissegger       | SUI    | EF Edukation-Nippo     | + 0:14 min             |
| 03.   | Mikkel Bjerg           | DEN    | UAE-Team Emirates      | + 0:21 min             |
| 04.   | Tadej Pogačar          | SLO    | UAE-Team Emirates      | + 0:24 min             |
| 05.   | Luis León Sánchez      | ESP    | Astana-Premier Tech    | + 0:30 min             |
| 06.   | João Almeida           | POR    | Deceuninck-Quick-Step  | "                      |
| 07.   | Max Walscheid          | GER    | Team Qhubeka Assos     | + 0:32 min             |
| 08.   | Stefan de Bod          | RSA    | Astana-Premier Tech    | + 0:33 min             |
| 09.   | Daniel Felipe Martínez | COL    | Ineos Grenadiers       | + 0:36 min             |
| 10.   | Matthias Brändle       | AUT    | Israel Start-Up Nation | + 0:38 min             |

| Platz | Fahrer                   | Nation | Team                  | Zeit       |
| ----- | ------------------------ | ------ | --------------------- | ---------- |
| 01.   | Tadej Pogačar            | SLO    | UAE-Team Emirates     | 4:00:05 h  |
| 02.   | João Almeida             | POR    | Deceuninck-Quick-Step | + 0:05 min |
| 03.   | Mattia Cattaneo          | ITA    | Deceuninck-Quick-Step | + 0:18 min |
| 04.   | Chris Harper             | AUS    | Team Jumbo-Visma      | + 0:33 min |
| 05.   | Adam Yates               | GBR    | Ineos Grenadiers      | + 0:39 min |
| 06.   | Neilson Powless          | USA    | EF Edukation-Nippo    | + 0:41 min |
| 07.   | Anthony Roux             | FRA    | Groupama-FDJ          | + 0:45 min |
| 08.   | David Dekker             | NED    | Team Jumbo-Visma      | + 0:46 min |
| 09.   | Michael Mørkøv           | DEN    | Deceuninck-Quick-Step | + 0:47 min |
| 10.   | Mattias Skjelmose Jensen | DEN    | Trek-Segafredo        | + 0:48 min |

Etappe 3: Al Ain Strata Manufacturing – Jebel Hafeet (14,4 km)
Die dritte Etappe startete vom Flughafen von Al Ain und endete mit einer Bergankunft auf dem Jebel Hafeet auf 1031 m Seehöhe. Im Rahmen der Etappe wurden zwei Zwischensprints ausgetragen.
| Platz | Fahrer            | Nation | Team                  | Zeit                   |
| ----- | ----------------- | ------ | --------------------- | ---------------------- |
| 01.   | Tadej Pogačar     | SLO    | UAE-Team Emirates     | 3:58:35 h (41,75 km/h) |
| 02.   | Adam Yates        | GBR    | Ineos Grenadiers      | "                      |
| 03.   | Sergio Higuita    | COL    | EF Edukation-Nippo    | + 0:48 min             |
| 04.   | Emanuel Buchmann  | GER    | Bora-hansgrohe        | "                      |
| 05.   | Harm Vanhoucke    | BEL    | Lotto Soudal          | "                      |
| 06.   | João Almeida      | POR    | Deceuninck-Quick-Step | "                      |
| 07.   | Florian Stork     | GER    | Team DSM              | + 0:54 min             |
| 08.   | Neilson Powless   | USA    | EF Edukation-Nippo    | "                      |
| 09.   | Chris Harper      | AUS    | Team Jumbo-Visma      | + 1:00 min             |
| 10.   | Geoffrey Bouchard | FRA    | AG2R Citroën Team     | + 1:09 min             |

| Platz | Fahrer                   | Nation | Team                       | Zeit       |
| ----- | ------------------------ | ------ | -------------------------- | ---------- |
| 01.   | Tadej Pogačar            | SLO    | UAE-Team Emirates          | 8:37:11 h  |
| 02.   | Adam Yates               | GBR    | Ineos Grenadiers           | + 0:43 min |
| 03.   | João Almeida             | POR    | Deceuninck-Quick-Step      | + 1:03 min |
| 04.   | Chris Harper             | AUS    | Team Jumbo-Visma           | + 1:43 min |
| 05.   | Neilson Powless          | USA    | EF Edukation-Nippo         | + 1:45 min |
| 06.   | Mattias Skjelmose Jensen | DEN    | Trek-Segafredo             | + 2:36 min |
| 07.   | Damiano Caruso           | ITA    | Bahrain-Victorious         | + 2:38 min |
| 08.   | Mattia Cattaneo          | ITA    | Deceuninck-Quick-Step      | + 2:39 min |
| 09.   | Rubén Fernández          | ESP    | Cofidis, Solutions Crédits | + 3:32 min |
| 10.   | Fausto Masnada           | ITA    | Deceuninck-Quick-Step      | + 4:47 min |

Etappe 4: Al Marjan Island – Al Marjan Island (204 km)
Die vierte Etappe startete und endete auf der Insel Al Marjan. In den Städten Umm-Al-Qwain und Ras Al Khaimah wurde jeweils ein Zwischensprint ausgetragen.
| Platz | Fahrer           | Nation | Team                       | Zeit                   |
| ----- | ---------------- | ------ | -------------------------- | ---------------------- |
| 01.   | Sam Bennett      | IRL    | Deceuninck-Quick-Step      | 4:51:51 h (41,94 km/h) |
| 02.   | David Dekker     | NED    | Team Jumbo-Visma           | "                      |
| 03.   | Caleb Ewan       | AUS    | Lotto Soudal               | "                      |
| 04.   | Elia Viviani     | ITA    | Cofidis, Solutions Crédits | "                      |
| 05.   | Matteo Moschetti | ITA    | Trek-Segafredo             | "                      |
| 06.   | Pascal Ackermann | GER    | Bora-hansgrohe             | "                      |
| 07.   | Phil Bauhaus     | GER    | Bahrain-Victorious         | "                      |
| 08.   | Giacomo Nizzolo  | ITA    | Team Qhubeka Assos         | "                      |
| 09.   | Fernando Gaviria | COL    | UAE-Team Emirates          | "                      |
| 10.   | Kaden Groves     | AUS    | Team BikeExchange          | "                      |

| Platz | Fahrer                   | Nation | Team                       | Zeit       |
| ----- | ------------------------ | ------ | -------------------------- | ---------- |
| 01.   | Tadej Pogačar            | SLO    | UAE-Team Emirates          | 13:26:40 h |
| 02.   | Adam Yates               | GBR    | Ineos Grenadiers           | + 0:43 min |
| 03.   | João Almeida             | POR    | Deceuninck-Quick-Step      | + 1:03 min |
| 04.   | Chris Harper             | AUS    | Team Jumbo-Visma           | + 1:43 min |
| 05.   | Neilson Powless          | USA    | EF Edukation-Nippo         | + 1:45 min |
| 06.   | Mattias Skjelmose Jensen | DEN    | Trek-Segafredo             | + 2:36 min |
| 07.   | Mattia Cattaneo          | ITA    | Deceuninck-Quick-Step      | + 2:38 min |
| 08.   | Damiano Caruso           | ITA    | Bahrain-Victorious         | "          |
| 09.   | Rubén Fernández          | ESP    | Cofidis, Solutions Crédits | + 3:32 min |
| 10.   | Fausto Masnada           | ITA    | Deceuninck-Quick-Step      | + 4:47 min |

Etappe 5: Fujairah Marine Club – Jebel Jais (170 km)
Die fünfte Etappe startete in Fujairah und endete mit einer Bergankunft auf dem Jebel Jais (1489m), dem höchsten Punkt der Rundfahrt. Im Rahmen der Etappe wurden zwei Zwischensprints ausgetragen.
| Platz | Fahrer            | Nation | Team                   | Zeit                   |
| ----- | ----------------- | ------ | ---------------------- | ---------------------- |
| 01.   | Jonas Vingegaard  | DEN    | Team Jumbo-Visma       | 4:19:08 h (39,36 km/h) |
| 02.   | Tadej Pogačar     | SLO    | UAE-Team Emirates      | + 0:03 min             |
| 03.   | Adam Yates        | GBR    | Ineos Grenadiers       | "                      |
| 04.   | Sergio Higuita    | COL    | EF Edukation-Nippo     | + 0:05 min             |
| 05.   | João Almeida      | POR    | Deceuninck-Quick-Step  | + 0:06 min             |
| 06.   | Nick Schultz      | AUS    | Team BikeExchange      | "                      |
| 07.   | Sepp Kuss         | USA    | Team Jumbo-Visma       | + 0:08 min             |
| 08.   | Wout Poels        | NED    | Bahrain-Victorious     | "                      |
| 09.   | Ben Hermans       | BEL    | Israel Start-Up Nation | "                      |
| 10.   | Geoffrey Bouchard | FRA    | AG2R Citroën Team      | "                      |

| Platz | Fahrer                   | Nation | Team                       | Zeit       |
| ----- | ------------------------ | ------ | -------------------------- | ---------- |
| 01.   | Tadej Pogačar            | SLO    | UAE-Team Emirates          | 17:09:26 h |
| 02.   | Adam Yates               | GBR    | Ineos Grenadiers           | + 0:45 min |
| 03.   | João Almeida             | POR    | Deceuninck-Quick-Step      | + 1:12 min |
| 04.   | Chris Harper             | AUS    | Team Jumbo-Visma           | + 1:54 min |
| 05.   | Neilson Powless          | USA    | EF Edukation-Nippo         | + 1:56 min |
| 06.   | Mattias Skjelmose Jensen | DEN    | Trek-Segafredo             | + 2:47 min |
| 07.   | Damiano Caruso           | ITA    | Bahrain-Victorious         | + 2:49 min |
| 08.   | Mattia Cattaneo          | ITA    | Deceuninck-Quick-Step      | + 4:03 min |
| 09.   | Rubén Fernández          | ESP    | Cofidis, Solutions Crédits | + 4:23 min |
| 10.   | Fausto Masnada           | ITA    | Deceuninck-Quick-Step      | + 6:40 min |

Etappe 6: Dubai, Deira Island – Dubai, Palm Jumeirah (165 km)
Die sechste Etappe startete und endete in Dubai und führte von der Insel Deira zur Palm Jumeirah. Einer der beiden Zwischensprints fand auf der Al Quadra Radstrecke statt.
| Platz | Fahrer           | Nation | Team                       | Zeit                   |
| ----- | ---------------- | ------ | -------------------------- | ---------------------- |
| 01.   | Sam Bennett      | IRL    | Deceuninck-Quick-Step      | 3:32:23 h (46,61 km/h) |
| 02.   | Elia Viviani     | ITA    | Cofidis, Solutions Crédits | "                      |
| 03.   | Pascal Ackermann | GER    | Bora-hansgrohe             | "                      |
| 04.   | David Dekker     | NED    | Team Jumbo-Visma           | "                      |
| 05.   | Fernando Gaviria | COL    | UAE-Team Emirates          | "                      |
| 06.   | Giacomo Nizzolo  | ITA    | Team Qhubeka Assos         | "                      |
| 07.   | Kaden Groves     | AUS    | Team BikeExchange          | "                      |
| 08.   | André Greipel    | GER    | Israel Start-Up Nation     | "                      |
| 09.   | Cees Bol         | NED    | Team DSM                   | "                      |
| 10.   | Michael Mørkøv   | DEN    | Deceuninck-Quick-Step      | "                      |

| Platz | Fahrer                   | Nation | Team                       | Zeit       |
| ----- | ------------------------ | ------ | -------------------------- | ---------- |
| 01.   | Tadej Pogačar            | SLO    | UAE-Team Emirates          | 20:41:59 h |
| 02.   | Adam Yates               | GBR    | Ineos Grenadiers           | + 0:35 min |
| 03.   | João Almeida             | POR    | Deceuninck-Quick-Step      | + 1:02 min |
| 04.   | Chris Harper             | AUS    | Team Jumbo-Visma           | + 1:44 min |
| 05.   | Neilson Powless          | USA    | EF Edukation-Nippo         | + 1:46 min |
| 06.   | Mattias Skjelmose Jensen | DEN    | Trek-Segafredo             | + 2:37 min |
| 07.   | Damiano Caruso           | ITA    | Bahrain-Victorious         | + 2:39 min |
| 08.   | Mattia Cattaneo          | ITA    | Deceuninck-Quick-Step      | + 3:53 min |
| 09.   | Rubén Fernández          | ESP    | Cofidis, Solutions Crédits | + 4:13 min |
| 10.   | Fausto Masnada           | ITA    | Deceuninck-Quick-Step      | + 6:30 min |

Etappe 7: Abu Dhabi, Yas Mall – Abu Dhabi Breakwater (147 km)
Die siebte und letzte Etappe startete und endete in Abu Dhabi und führte von der Yas-Insel auf Insel Al Kasir. Im Rahmen der Etappe wurden zwei Zwischensprints ausgetragen.
| Platz | Fahrer          | Nation | Team                               | Zeit                   |
| ----- | --------------- | ------ | ---------------------------------- | ---------------------- |
| 01.   | Caleb Ewan      | AUS    | Lotto Soudal                       | 3:18:29 h (44,44 km/h) |
| 02.   | Sam Bennett     | IRL    | Deceuninck-Quick-Step              | + 0:02 min             |
| 03.   | Phil Bauhaus    | GER    | Bahrain-Victorious                 | + 0:05 min             |
| 04.   | Michael Mørkøv  | DEN    | Deceuninck-Quick-Step              | + 0:08 min             |
| 05.   | Cees Bol        | NED    | Team DSM                           | + 0:10 min             |
| 06.   | André Greipel   | GER    | Israel Start-Up Nation             | "                      |
| 07.   | Andrea Vendrame | ITA    | AG2R Citroën Team                  | + 0:15 min             |
| 08.   | Luka Mezgec     | SLO    | Team BikeExchange                  | "                      |
| 09.   | Riccardo Minali | ITA    | Intermarché-Wanty-Gobert Matériaux | + 0:22 min             |
| 10.   | Yevgeniy Gidich | KAZ    | Astana-Premier Tech                | + 0:27 min             |

| Platz | Fahrer                   | Nation | Team                       | Zeit       |
| ----- | ------------------------ | ------ | -------------------------- | ---------- |
| 01.   | Tadej Pogačar            | SLO    | UAE-Team Emirates          | 24:00:28 h |
| 02.   | Adam Yates               | GBR    | Ineos Grenadiers           | + 0:35 min |
| 03.   | João Almeida             | POR    | Deceuninck-Quick-Step      | + 1:02 min |
| 04.   | Chris Harper             | AUS    | Team Jumbo-Visma           | + 1:42 min |
| 05.   | Neilson Powless          | USA    | EF Edukation-Nippo         | + 1:45 min |
| 06.   | Mattias Skjelmose Jensen | DEN    | Trek-Segafredo             | + 2:37 min |
| 07.   | Damiano Caruso           | ITA    | Bahrain-Victorious         | + 2:39 min |
| 08.   | Mattia Cattaneo          | ITA    | Deceuninck-Quick-Step      | + 3:53 min |
| 09.   | Rubén Fernández          | ESP    | Cofidis, Solutions Crédits | + 4:13 min |
| 10.   | Fausto Masnada           | ITA    | Deceuninck-Quick-Step      | + 6:30 min |

## Wertungen im Verlauf
| Etappe         | Etappensieger        | Gesamtwertung        | Punktewertung        | Zwischsprintwertung | Nachwuchswertung | Teamwertung           |
| -------------- | -------------------- | -------------------- | -------------------- | ------------------- | ---------------- | --------------------- |
| 1              | Mathieu van der Poel | Mathieu van der Poel | Mathieu van der Poel | João Almeida        | David Dekker     | Deceuninck-Quick-Step |
| 2              | Filippo Ganna        | Tadej Pogačar        | João Almeida         | João Almeida        | Tadej Pogačar    | UAE Team Emirates     |
| 3              | Tadej Pogačar        | Tadej Pogačar        | Tadej Pogačar        | João Almeida        | Tadej Pogačar    | UAE Team Emirates     |
| 4              | Sam Bennett          | Tadej Pogačar        | David Dekker         | Tony Gallopin       | Tadej Pogačar    | UAE Team Emirates     |
| 5              | Jonas Vingegaard     | Tadej Pogačar        | Tadej Pogačar        | Thomas de Gendt     | Tadej Pogačar    | UAE Team Emirates     |
| 6              | Sam Bennett          | Tadej Pogačar        | David Dekker         | Tony Gallopin       | Tadej Pogačar    | UAE Team Emirates     |
| 7              | Caleb Ewan           | Tadej Pogačar        | David Dekker         | Tony Gallopin       | Tadej Pogačar    | UAE Team Emirates     |
| Wertungssieger | Wertungssieger       | Tadej Pogačar        | David Dekker         | Tony Gallopin       | Tadej Pogačar    | UAE Team Emirates     |